# Hippoglossina
Hippoglossina es un género de peces de la familia Paralichthyidae, del orden Pleuronectiformes. Este género marino fue descrito por primera vez en 1876 por Franz Steindachner.

## Especies
Especies reconocidas del género:
- Hippoglossina bollmani C. H. Gilbert, 1890
- Hippoglossina macrops Steindachner, 1876
- Hippoglossina montemaris F. de Buen, 1961
- Hippoglossina mystacium Ginsburg, 1936
- Hippoglossina oblonga (Mitchill, 1815)
- Hippoglossina stomata C. H. Eigenmann & R. S. Eigenmann, 1890
- Hippoglossina tetrophthalma (C. H. Gilbert, 1890)